# Myles Straw
Myles James Noble Straw (Garden Grove, 17 ottobre 1994) è un giocatore di baseball statunitense, che gioca nel ruolo di esterno per i Cleveland Guardians della Major League Baseball (MLB).